# Scottish Division One 1897-1898
La Scottish Division One 1897-1898 è stata l'8ª edizione della massima serie del campionato scozzese di calcio, disputato tra il 4 settembre 1897 e l'11 aprile 1898 e concluso con la vittoria degli Celtic al loro quarto titolo.
Capocannoniere del torneo è stato Robert Hamilton (Rangers) con 18 reti.

## Stagione
L'Abercorn, retrocesso nella precedente stagione, fu sostituito dal Partick Thistle che fece il suo esordio in Division One. Fu invece rieletto il Clyde.
Il Celtic conquistò il titolo alla penultima partita battendo per 3-0 il St. Mirren, mentre i Rangers persero 2-1 contro il Dundee. Il derby dell'ultima giornata tra le due squadre di Glasgow, ormai ininfluente, si concluse 0-0.

## Classifica finale
Fonte:
|       | Pos. | Squadra         | Pt | G  | V  | N | P  | GF | GS |
| ----- | ---- | --------------- | -- | -- | -- | - | -- | -- | -- |
|       | 1.   | Celtic          | 33 | 18 | 15 | 3 | 0  | 56 | 13 |
|       | 2.   | Rangers         | 29 | 18 | 13 | 3 | 2  | 71 | 15 |
|       | 3.   | Hibernian       | 22 | 18 | 10 | 2 | 6  | 47 | 29 |
|       | 4.   | Hearts          | 20 | 18 | 8  | 4 | 6  | 54 | 33 |
|       | 5.   | Third Lanark    | 18 | 18 | 8  | 2 | 8  | 37 | 38 |
|       | 5.   | St. Mirren      | 18 | 18 | 8  | 2 | 8  | 30 | 36 |
|       | 7.   | Dundee          | 13 | 18 | 5  | 3 | 10 | 29 | 36 |
|       | 7.   | Partick Thistle | 13 | 18 | 6  | 1 | 11 | 34 | 64 |
| [ 3 ] | 9.   | St. Bernard's   | 9  | 18 | 4  | 1 | 13 | 35 | 67 |
| [ 3 ] | 10.  | Clyde           | 5  | 18 | 1  | 3 | 14 | 21 | 83 |

Legenda:
      Campione di Scozia.
Regolamento:
Due punti a vittoria, uno a pareggio, zero a sconfitta.
Vigeva il pari merito. In caso di arrivo a pari punti per l'assegnazione del titolo o per i posti destinati alla rielezione automatica era previsto uno spareggio.
Note:
Il Clyde e il St. Bernard's sono stati rieletti per la stagione successiva.